# Zhou Suhong
Zhou Suhong (chiń. upr. 周苏红; chiń. trad. 周蘇紅; pinyin Zhōu Sūhóng; ur. 23 kwietnia 1979 w Pekinie) – chińska siatkarka, reprezentantka kraju. Gra na pozycji przyjmującej. W 2004 roku zdobyła złoty medal Igrzysk Olimpijskich z Aten. W 2008 roku w Pekinie zdobyła brązowy medal olimpijski.
Sukcesy:
- 2001 - II miejsce w World Grand Prix
- 2002 - złoty medal Igrzysk Azjatyckich
- 2003 - zwycięstwo w Grand Prix
- 2003 - Puchar Świata
- 2004 - złoty medal Igrzysk Olimpijskich
- 2005 - III miejsce w World Grand Prix
- 2006 - mistrzostwo Azji
- 2006 - złoty medal Igrzysk Azjatyckich
- 2007 - II miejsce w World Grand Prix
- 2008 - III miejsce IO
- 2010 - złoty medal Igrzysk Azjatyckich

## Nagrody indywidualne
- 2005 - najlepsza przyjmująca World Grand Prix
- 2008 - najlepsza przyjmująca IO